# Лготак, Камил
Камил Лготак (чеш. Kamil Lhoták; 25 июля 1912, г. Прага — 22 октября 1990, г. Прага) — чешский художник, график и иллюстратор. Один из основателей художественной «Группы 42».

## Биография
Родился в Праге в 1912 году. Благодаря своей матери, Анне Кугловой, рано познакомился с живописью и литературой. Он особенно любил работы Жюля Верна, Эдуарда Риу и Анри де Тулуз-Лотрека. На его ранние произведения искусства повлияли также современные изобретения; он часто создавал рисунки автомобилей, мотоциклов и велосипедов. В 1923 году К. Лготак поступает в Йираскову гимназию в Праге, по окончании которой, несмотря на желание продолжить обучение в Академии художеств, по настоянию деда по отцу идёт на юридический факультет. Тем не менее, молодой студент продолжает заниматься рисованием; огромное значение на формирование Лготака как художника оказало творчество таких мастеров, как Ханс Арп,  Альберто Джакометти, Макс Эрнст, Пауль Клее, Йозеф Шима и других представителей авангардного искусства.
В 1938 году он женится на девушке-еврейке Герте Гутовой, и на следующий год организуется первая персональная выставка К. Лготака в галерее «Бофор». В 1940 он становится членом общества «Беседа художников». В годы войны художник создаёт сотни работ, он — один из основателей «Группы 42», первая выставка которой состоялась в 1943 году.
В 1954 году художник начинает работать вместе с писателем Адольфом Бранальдом. Совместно они создают книгу-альбом «Dědeček automobil» (Дедушка-автомобиль). Иллюстрации в ней были К. Лготака. На следующий год они работают над выпуском фильма по этой книге. В 1960-е годы Лготак женится на модели Анне Эндрштовой. 1960-1970-е годы были временем активного художественного творчества К. Лготака. Он создаёт картины и иллюстрирует книги, участвует в различных выставках. В этот период в работах его чувствуется влияние модернизма и оп-арта, в особенности Роя Лихтенштейна.
К. Лготак продолжал писать картины вплоть до глубокой старости. Его последнее полотно, «Meteor padá do moře» (Метеор, падающий в море) датируется 1990-м, годом смерти мастера.

## Избранные выставки
- 1967 — Дом чехословацкой культуры, Берлин.
- 1969 — Галерея Малерштрассе, Вена.
- 1977 — Галерея Книга, Прага.
- 1980 — Дом художника, Злин.
- 1986 — Городская галерея Праги.
- 1987 — Зал Старого Города, Прага.

## Галерея
- Графика К. Лготака